# West-Friesland

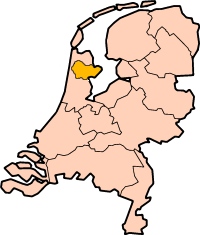
Lage von West-Friesland in Nordholland

Flagge von West-Friesland

Wappen von West-Friesland

West-Friesland nennt man eine Region in der niederländischen Provinz Nordholland. Sie ist nicht genau umrissen und hat in der Verwaltungsstruktur einige Bedeutung als interkommunales Kooperationsgremium. Wichtige Städte sind Hoorn, Enkhuizen, Medemblik, Schagen und Alkmaar. Der Name der Region bezieht sich zwar historisch auf Friesen, die dort gewohnt haben. Dennoch gehört die Region nicht zur Provinz Fryslân (Friesland) auf der anderen Seite des IJsselmeers.
Der Name darf nicht mit dem deutschen Begriff Westfriesland verwechselt werden, der sich eindeutig auf das Gebiet der Provinz Fryslân bezieht.

## Geschichte
Ihren Namen hat die Region von den Friesen, die hier im Frühmittelalter lebten. Tatsächlich war das einst von Friesen bewohnte Gebiet noch deutlich größer (Magna Frisia, um 600 und 700 nach Christus). Eine Zeitlang waren die West-Friesen unabhängig. Im Jahr 1291/1297 mussten die Friesen sich freilich dem Grafen von Holland unterwerfen.
Von altersher ist die Landwirtschaft für die Region prägend. Wegen der geringen Bevölkerungsdichte handelte es sich oft um Viehzucht. An der Küste entwickelten sich auch Fischerorte. Im hohen Mittelalter wurde Torf abgebaut.

## Abgrenzung
Friesen lebten historisch nahe der Nordseeküste, vom heutigen Belgien bis zum heutigen Dänemark. Verwirrend ist es bei heutigen Ausdrücken, dass sie sich mal auf dieses große historische Siedlungsgebiet und mal auf etwas anderes beziehen.
Geographisch unterscheidet man zwischen
- West-Friesland als Region innerhalb der niederländischen Provinz Noord-Holland; das „West“ in diesem Namen bezieht sich auf das historische Siedlungsgebiet;
- Friesland, auf Deutsch Westfriesland (mit der Hauptstadt Leeuwarden) als niederländische Provinz;
- Ostfriesland als deutsche Region im Land Niedersachsen;
- Nordfriesland als deutsche Region im Land Schleswig-Holstein.

Die küstennahen Nordsee-Inseln der Niederlande, Deutschlands und Dänemarks heißen auf Niederländisch Waddeneilanden. Diejenigen, die in den Niederlanden liegen, heißen Nederlandse Waddeneilanden. Im Deutschen hingegen nennt man alle diese Inseln die Friesischen Inseln; diejenigen, die in den Niederlanden liegen, sind die Westfriesischen Inseln. Dies bezieht sich auf das große historische Siedlungsgebiet der Friesen und nicht auf die holländische Region West-Friesland.
Sprachlich unterscheidet man
- die offizielle friesische Sprache in der Provinz Friesland. Man nennt sie Westerlauwersk, weil sie westlich des Flusses Lauwer gesprochen wird. Sprachwissenschaftler sagen dazu auch Westfriesische Sprache im Unterschied zu Ostfriesisch (in Friesoythe südlich der deutschen Region Ostfriesland) und Nordfriesisch (Schleswig-Holstein)
- West-Fries als Name für holländische Dialekte, die traditionell in der Region West-Friesland gesprochen werden. Sie haben friesische Einsprengel, was den Wortschatz und den Satzbau angeht.

## Städte und Gemeinden
| Niederländischer Name | Westfriesischer Name           |
| --------------------- | ------------------------------ |
| Alkmaar               | Alkmar                         |
| Andijk                | Andoik                         |
| Drechterland          | Drechterland                   |
| Enkhuizen             | Henkhúze                       |
| Grootebroek           | Groôtebroek                    |
| Heerhugowaard         | Heerhugoweard oder Heregeweard |
| Hollands Kroon        | ?                              |
| Hoogkarspel           | Hougkarspel                    |
| Hoogwoud              | Hougwoud                       |
| Hoorn                 | Hoorn                          |
| Koggenland            | Koggeland                      |
| Langedijk             | Langedoik oder Lengedoik       |
| Medemblik             | Memelik                        |
| Onderdijk             | Onderdoik                      |
| Opmeer                | Obmar oder Opmar               |
| Schagen               | Skagen                         |
| Stede Broec           | Stee Broek                     |
| Zijdewind             | Sidewind oder Zoidewind        |